# Blepharodon amazonicum
Blepharodon amazonicum là một loài thực vật có hoa trong họ La bố ma. Loài này được (Benth.) Fontella & Marquete mô tả khoa học đầu tiên năm 1977.